# Calanthemis myops
Calanthemis myops är en skalbaggsart som beskrevs av Thomson 1864. Calanthemis myops ingår i släktet Calanthemis och familjen långhorningar. Inga underarter finns listade.